# Huang Shuqin
Huang Shuqin (xinès simplificat: 黄蜀芹) (Xangai, 1939 - Pequín, 2022) va ser una guionista i directora de cinema xinesa.

## Biografia
Huang Shuqin va néixer el 9 de setembre de 1929 a Xangai (Xina) Filla de Huang Zuolin (黄佐临), dramaturg xinès, format a Anglaterra, que va ser una de les personalitats destacades del teatre de Xangai a partir de 1939 i, entre d'altres, l'any 1950, un dels cofundadors del People's Art Theatre de Xangai que va dirigir durant 44 anys, i també un cineasta, que l'any 1946 va participar en la creació de la companyia cinematogràfica Wenhua. La mare, Jin Yunzhi (金韵之), també coneguda pel seu pseudònim anglès Danny, va ser una famosa actriu de teatre, nascuda el 1912.
Es va graduar a l'Acadèmia de Cinema de Pequín el 1964.
Va morir a Pequín el 21 d'abril de 2022.

### Carrera cinematogràfica
El 1964 va marxar a treballar al Shanghai Studio, com a guionista i després assistent de direcció. Aquests anys van ser els inicis de la Revolució Cultural i el estudis van cessar tota la producció fins al 1970. Huang haurà d'esperar fins al 1977 per poder rodar una pel·lícula, com a codirectora amb Xu Weijie, "Lianxin Dam" (连心坝), una pel·lícula molt marcada per l'estètica de les pel·lícules rodades a finals dels anys setanta. Després d'aquesta primera experiència, Huang es converteix en l'assistent de Xie Jin (谢晋), un dels representants més eminents de la "quarta generació" de cineastes xinesos.
El 1981 va estrenar la seva primera pel·lícula, "The Modern Generation" (Dangdai Ren 当代人), amb una banda sonora que va romandre més famosa que la pròpia pel·lícula, la temàtica de la qual s'ajustà decididament a la política d'obertura i desenvolupament impulsada en aquella època per Deng Xiaoping. La seva següent pel·lícula, l'any 1983, va suposar un pas en el camí de l'expressió personal, a través de l'adaptació del primer conte de Wang Meng, 青春万岁 (Forever Young).
El 1987, va estrenar 人鬼情 (Woman Demon Action) una obra de maduresa i un treball de reflexió, sobre la dona i el seu lloc en la societat xinesa, la dona artista, sobretot, i la seva difícil conquesta d'un espai de creació i desenvolupament, inspirada en la vida real de la gran actriu d'òpera Pei Yanling (裴艳玲), especialitzada en els papers masculins del repertori d'òpera de Hebei. S'ha considerat la primera pel·lícula feminista del cinema xinès.
Va ser directora de l'Associació de Cinema de la Xina i vicepresidenta de l' Associació de Cinema de Xangai, i presidenta de la "Shanghai New Culture Film Group Co., Ltd".
La seva pel·lícula 人鬼情 (Woman Demon Action) està inclosa en el "Women Make Film", documental sobre dones cineastes del crític anglès Mark Cousins en l'apartat 40, "Cançó i Ball".

## Filmografia
| Any  | Títol anglès               | Títol xinès | Notes i Premis                                                                                     |
| ---- | -------------------------- | ----------- | -------------------------------------------------------------------------------------------------- |
| 1977 | Lianxin Dam                | 连心坝      | Co-dirigida amb Xu Weijie                                                                          |
| 1981 | The Modern Generation      | 当代人      | |
| 1983 | Forever Young              | 青春万岁    | Adaptació d'una novel·la de Wang Meng                                                              |
| 1984 | Chilhood Friends           | 童年的朋友  | Huabiao Award a la millor pel·lícula                                                               |
| 1986 | Crossing Border Action     | 超国界行动  | Millor film infantil dels premis Jinji Jiang                                                       |
| 1987 | Woman Demon Action         | 人 鬼 情    | Premi Jinji Jiang al millor guió, i millor pel·lícula la Santa Barbara International Film Festival |
| 1993 | A Soul Haunted by Painting | 画魂        | Adaptació d'una novel·la de Shi Nan, basada en la vida de la pintora Pan Yuliang.                  |
| 1994 | Mainland Prostitute        | 村妓        | |
| 1995 | Raise the red lantern      |             | Adaptació d'una novel·la de Su Tong                                                                |
| 1997 | My Daddy ó I Have a Dad    | 我也有爸爸  | Millor film infantil dels premis Jinji Jiang                                                       |
| 2001 | Hi Frank !                 | 嗨，弗兰克  | |
| 2004 | Sorry and Laughter         |             | Adaptació d'una novel·la de Zhang Henshui                                                          |

## Televisió
| Any  | Títol anglès                 | Títol xinès | Notes                                                                                               |
| ---- | ---------------------------- | ----------- | --------------------------------------------------------------------------------------------------- |
| 1990 | Fortress Besieged            | 围城        | Sèrie de 10 episodis, adaptació d'una obra de Qian Zhongsu. Premi Feitian Awards al millor director |
| 1994 | Sinful Debt                  | 孽债        | Sèrie de 20 episodis                                                                                |
| 1995 | Promise                      | 承诺        | Sèrie de 30 episodis                                                                                |
| 2002 | The vicissitudes of Shanghai | 上海沧桑    | Sèrie de 50 episodis                                                                                |
| 2004 | Laughter karma               | 啼笑因缘    | Sèrie de 40 episodis, adaptació d'una novel·la de Zhang Henshui                                     |